# IC 746
IC 746 је спирална галаксија у сазвјежђу Лав која се налази на листи објеката дубоког неба у Индекс каталогу.
Деклинација објекта је + 25° 53' 20" а ректасцензија 11h 55m 35,1s. Привидна величина (магнитуда) објекта IC 746 износи 13,8 а фотографска магнитуда 14,6. IC 746 је још познат и под ознакама UGC 6898, MCG 4-28-96, CGCG 127-106, KUG 1153+261, IRAS 11530+2609, PGC 37440.